# Horváth Éva (modell)
Horváth Éva (Budapest, 1978. november 23. –) szépségkirálynő, modell, műsorvezető.

## Élete
2003-ban végzett az ÁVF-en, majd 2006-ban a Corvinus Egyetemen. 1998-ban nyerte meg a Miss World Hungary szépségversenyt, és Magyarországot képviselte a Miss World 1998 versenyen. 2004-ben Görögországban megnyerte a Miss Tourism Planet választást. 2022-ben családostul Balira költözött. 2024. november 24-én motorbalesetet szenvedett, eltört a lába és 8 órás műtéten esett át.

## Műsorai, filmjei, szereplései
- Szerencsekerék (TV2)
- Szombat esti láz (szereplő)
- Barátok közt (RTL Klub)
- Kenó sorsolás (műsorvezető)
- Skandináv Lottó sorsolás (műsorvezető)
- Cool Live (műsorvezető)
- Vihar a biliben! (műsorvezető)
- Reggeli (RTL Klub)
- Éden Hotel (műsorvezető)
- A Konyhafőnök (RTL Klub)
- Farm VIP (TV2)
- Activity Ábel Anitával a Life TV-n (szereplő)
- Hal a tortán

## Szereplései
1999-ben a CKM-ben, 2001-ben és 2011-ben a Playboyban, valamint 2000-ben és 2004-ben az FHM-ben szerepelt. 2008-ban a Celeb vagyok, ments ki innen! című műsorban is szerepelt. 2009-től 2010-ig az RTL Klub Reggeli című műsorát vezette.
A 2011-es sikeres Playboy fotózása után így nyilatkozott:
Nem hiszem, hogy lesz harmadik, de ha 42 évesen ismét felkérnek és úgy ítélem meg, hogy az még vállalható, akkor esetleg elgondolkodom rajta. Most is tíz évnek kellett eltelnie, hogy újra érezzem magamban, hogy minden összevág. Nagyon sokat dolgoztam a testemen, így abszolút elégedett vagyok a végeredménnyel.